# 山わろ

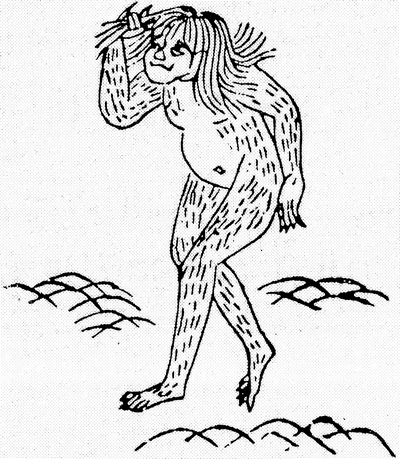
山𤢖（『和漢三才図会』）

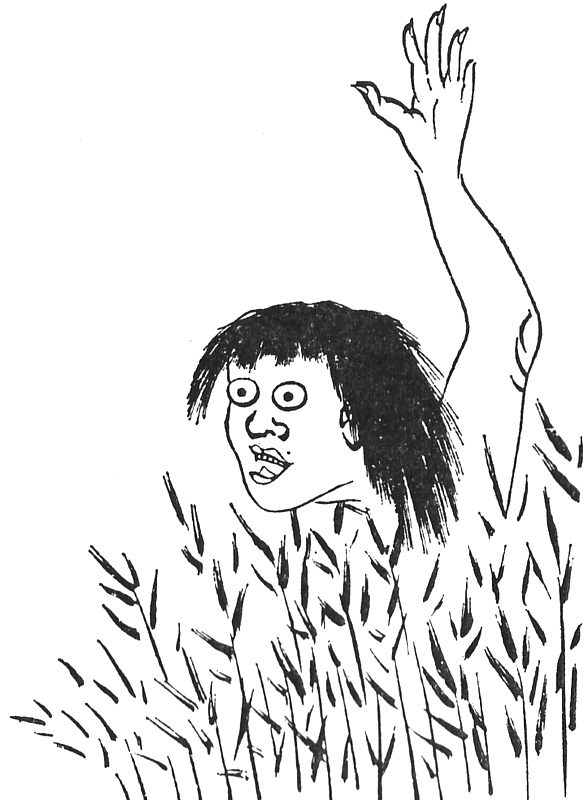
『想山著聞奇集』にある「山𤢖」（やまおとこ）の画

水木しげるロードに設置されている「山𤢖」の像

山𤢖（やまわろ、やまおとこ）は日本の長野県に伝わる大男（山男の類）の妖怪である。「𤢖」（そう）の字が常用漢字に存在しないため同音の「山操」と表記されることもある。

## 中国の山𤢖（さんそう）
山𤢖（さんそう）とは本来中国に伝わる伝説上の生物あるいは妖怪。山蕭、山臊とも書かれる。中国の古書『神異経』には、西方の深い山の中に住んでおり、身長は約1丈余り、エビやカニを捕らえて焼いて食べ、爆竹などの大きな音を嫌うとある。また、これを害した者は病気にかかるという。食習慣や、殺めた人間が病気になるといった特徴は、同じく中国の山精（さんせい）にも見られる。
日本では江戸時代の百科事典『和漢三才図会』（1713年） などにおいてこの山𤢖（さんそう）に対して「やまわろ」の訓が当てられている。「やまわろ」という日本語は「山の子供」という意味で「山童」（やまわろ）と同じ意味であり、同一の存在であると見られていた。

## 日本の山𤢖（やまわろ）
山𤢖（やまわろ）は、木曽（長野県南西部）の深い山の中に住んでいる大男で、「やまおとこ」とも呼ばれる。
江戸時代の文政年間（1818年–1830年）初頭、木曽の山の中で1メートルほどの大きさもある藤のつるで編んだ草鞋（わらじ）が見つかり、山𤢖のものに違いないといわれたが、山𤢖を見たという木こりもおらず、結局どこに住んでいるのか、存在していたのは分からなかったという。また、江戸時代後期の随筆『想山著聞奇集』に記されている「山𤢖（やまおとこ）の事」によれば、同じく木曽で、ある木こりが早朝に山に入り、物を割るような音が響いたので振り返ると、真っ黒い大きな体で薄赤い顔に茶碗ほどの大きさの目が白く光るものが立っていた。木こりは山小屋へ逃げ込んだが、そのまま3日間寝込んでしまったという。
また、一般的に山𤢖（さんそう）と同一のものであると考えられて来た歴史があることから、日本にいるとされる山𤢖（やまわろ）もカニなどを食べると解説されることもある。